# Ногара
Нога̀ра (на италиански и на венециански: Nogara) е градче и община в Северна Италия, провинция Верона, регион Венето. Разположено е на 18 m надморска височина. Населението на общината е 8586 души (към 2015 г.).